# Presión (álbum)
Presión es el segundo álbum de estudio de la banda argentina de rock Callejeros. El álbum fue publicado en 2003, conteniendo catorce temas, de los cuales, "Una nueva noche fría" fue el primer corte de difusión.

## Prólogo
Arterias y venas se entrelazan, se estrangulan, se pelean, se bifurcan. Poco a poco, el oxígeno se acaba. Los músculos se contraen, la aorta se ahorca. La yugular se hincha hasta viajarte a las situaciones más extremas. La piel se congela, los oídos se cierran.
La sed que te hizo subir hasta acá no te avisa que las avenidas se pueden convertir en callejones sin salida. No te avisó que cuando tenés algo que te llena tanto, podés caer en el andén de la estación «paranoia». Ahí, por donde pasan los trenes de la angustia y la presión. Esos, que minuto a minuto (yendo por los túneles sarcáticos del temor) aceleran su velocidad, tu pulso y también, tu sentencia. Aprendimos a no morir de sed, las cartas ya están echadas y el compromiso sellado. Sólo nos falta el equilibrio. Necesitamos aprender a aguantar... A aguantar la terrible presión. (Escrito por Eduardo Vásquez y Patricio Santos Fontanet).

## Lista de canciones
| N.º | Título                 | Duración |  |
| 1.  | «Otro viento mejor»    | 4:18     |  |
| 2.  | «Presión»              | 4:02     |  |
| 3.  | «Tres»                 | 4:15     |  |
| 4.  | «Una nueva noche fría» | 5:04     |  |
| 5.  | «Fantasía y realidad»  | 2:56     |  |
| 6.  | «Morir»                | 5:16     |  |
| 7.  | «Cristal»              | 4:15     |  |
| 8.  | «Imposible»            | 4:10     |  |
| 9.  | «Callejero de Boedo»   | 5:04     |  |
| 10. | «Si me cansé»          | 3:44     |  |
| 11. | «Ahogados de razón»    | 4:00     |  |
| 12. | «Tiempo perdido»       | 4:19     |  |
| 13. | «El duende del árbol»  | 5:20     |  |
| 14. | «Ilusión»              | 2:42     |  |

Notas:
- Todas las letras escritas por Patricio Fontanet.
- Toda la música compuesta por Patricio Fontanet y Maximiliano Djerfy.

## Créditos
- Patricio Santos Fontanet: voz
- Maximiliano Djerfy: guitarras, bajo, sitar y coros
- Elio Delgado: guitarras
- Juan Carbone: saxo, bandoneón, coros y productor artístico.
- Eduardo Vázquez: batería
- Christian Torrejón: bajo
- Daniel Cardell: arte